# Морозовка (Калининградская область)
Морозовка — посёлок в Зеленоградском муниципальном округе Калининградской области.

## География
Находится в западной части Калининградской области, в зоне хвойно-широколиственных лесов, к западу от автодороги 27А-013, на расстоянии примерно 29 километров (по прямой) к юго-западу от города Зеленоградска, административного центра района. Абсолютная высота — 20 метров над уровнем моря.

### Климат
Климат характеризуется как переходный от морского к умеренно континентальному. Среднегодовая температура воздуха — 7 °C. Средняя температура воздуха самого холодного месяца (января) — −2,3 °C; самого тёплого месяца (июля) — 17 °C. Безморозный период длится в среднем 185—190 дней. Годовое количество атмосферных осадков — 750—800 мм, из которых большая часть выпадает в тёплый период.

### Часовой пояс
Посёлок Морозовка как и вся Калининградская область, находится в часовой зоне МСК−1. Смещение применяемого времени относительно UTC составляет +2:00.

## История
До 1947 года носил название Загерау. В период с 2005 по 2015 годы Морозовка входила в состав Красноторовского сельского поселения Зеленоградского района, с 2015 по 2022 годы — в состав Зеленоградского городского округа.

## Население
| 2002 | 2010 |
| ---- | ---- |
| 27   | ↗41  |

### Национальный состав
Согласно результатам переписи 2002 года, в национальной структуре населения русские составляли 96 %.